# Rio Acari (vattendrag i Brasilien, Rio de Janeiro)
Rio Acari är ett vattendrag i Brasilien.   Det ligger i delstaten Rio de Janeiro, i den sydöstra delen av landet, 900 km sydost om huvudstaden Brasília.
Omgivningen kring Rio Acari är i huvudsak tätbebyggd och mycket tätbefolkad, med 5 021 invånare per kvadratkilometer.